# فلوریان لو جونکور
فلوریان لو جونکور (انگلیسی: Florian Le Joncour؛ زادهٔ ۳ فوریهٔ ۱۹۹۵) بازیکن فوتبال اهل فرانسه است.
از باشگاه‌هایی که در آن بازی کرده‌است می‌توان به باشگاه فوتبال گنگام و باشگاه فوتبال کان اشاره کرد.